# Tons of Friends
Albums de Crookers
- -
Tons of Friends, sorti le 8 mars 2010, est le premier album du groupe de musique électronique italien Crookers. 
Le titre est tout à fait approprié ; en effet, les collaborations sont nombreuses, entre autres, celles de Kelis, Kid Cudi, Major Lazer, Soulwax, Tim Burgess des Charlatans, will.i.am, Yelle.

## Liste des titres
| No  | Titre                     | Featuring                              | Durée |
| --- | ------------------------- | -------------------------------------- | ----- |
| 1.  | We Love Animals           | Soulwax & Mixhell                      | 5:03  |
| 2.  | No Security               | Kelis                                  | 3:07  |
| 3.  | Natural Born Hustler      | Pitbull                                | 3:08  |
| 4.  | Let's Get Beezy           | will.i.am                              | 2:58  |
| 5.  | Park the Truck            | Spank Rock                             | 1:58  |
| 6.  | Hold Up Your Hand         | Róisín Murphy                          | 3:13  |
| 7.  | Hip Hop Changed           | Rye Rye                                | 4:47  |
| 8.  | Cooler Couleur            | Yelle                                  | 4:47  |
| 9.  | Birthday Bash             | The Very Best, Marina & Dargen D'Amico | 4:07  |
| 10. | Put Your Hands on Me      | Kardinal Offishall & Carla-Marie       | 3:40  |
| 11. | Royal T                   | Róisín Murphy                          | 5:23  |
| 12. | Remedy                    | Miike Snow                             | 3:11  |
| 13. | Arena                     | Poirier & Face-T                       | 3:35  |
| 14. | Tee-Pee Theme             | Drop the Lime                          | 1:42  |
| 15. | Transilvania              | Steed Lord                             | 4:07  |
| 16. | Have Mercy                | Carrie Wilds                           | 3:25  |
| 17. | Jump Up                   | Major Lazer, Leftside & Supahype       | 3:47  |
| 18. | Lone White Wolf           | Tim Burgess                            | 3:27  |
| 19. | Day 'n' Nite (A cappella) |                                        | 1:58  |
| 20. | Embrace the Martian       | Kid Cudi                               | 3:40  |